# Christiaan IV van Palts-Zweibrücken
Christiaan IV van Palts-Zweibrücken (Bischweiler, 16 september 1722 - Pettersheim, 5 november 1775) was van 1735 tot aan zijn dood hertog van Palts-Zweibrücken. Hij behoorde tot het huis Palts-Birkenfeld-Bischweiler.

## Levensloop
Christiaan IV was de oudste zoon van hertog Christiaan III van Palts-Zweibrücken uit diens huwelijk met Carolina van Nassau-Saarbrücken, dochter van graaf Lodewijk Crato van Nassau-Saarbrücken. Hij was pas dertien jaar oud toen hij na de dood van zijn vader in 1735 hertog van Palts-Zweibrücken werd. Hij stond hierdoor tot aan zijn meerderjarigheid op 22 november 1740 onder het regentschap van zijn moeder. Tussen 1737 en 1739 volgde Christiaan een opleiding aan de Universiteit van Leiden en vervolgens maakte hij een reis naar het Franse koningshof. Zodra hij aan de macht kwam, huwelijkte hij zijn zus Henriëtte Caroline van Palts-Zweibrücken uit aan landgraaf Lodewijk IX van Hessen-Darmstadt.
Onder druk van zijn beschermheer Lodewijk XV van Frankrijk bekeerde Christiaan zich in 1758 tot het rooms-katholicisme. Ook bekommerde hij zich om de opvoeding van zijn neven Karel August en Maximiliaan Jozef, aangezien hun vader Frederik Michael van Palts-Birkenfeld in Oostenrijkse militaire dienst bevond.
Hij stierf in november 1775 op 53-jarige leeftijd; ofwel bij een jachtongeval, ofwel aan de gevolgen van een longontsteking.

## Regering als hertog
Als hertog van Palts-Zweibrücken was Christiaan IV zeer geliefd bij zijn onderdanen, hoewel hij enorme schulden opbouwde als gevolg van zijn interesse in alchemie en zijn streven naar een eigen porseleinfabriek. Met de opbrengsten van een loterij liet hij ook de Herzogsvorstadt van Zweibrücken bouwen. De gebouwen hiervan werden gebruikt door de stedelijke administratie en verschillende gerechtshoven.
Christiaan gold ook als een bevorderaar van kunsten en handwerk. Zo liet hij een opmerkelijke portrettengalerij van voornamelijk Franse meesters samenstellen. Toen hij het jachtslot van Jägersburg liet renoveren, zette hij daarvoor Franse architecten in. Ook was hij een beschermheer van schilder Johann Christian von Mannlich, die zijn carrière aan Christiaan IV te danken had. Ook liet hij prachtige tuinen aanleggen door tuinarchitect Johann Ludwig Petri.
Op politiek vlak werkte Christiaan IV nauw samen met Frankrijk. Zo stelde hij het vreemdelingenregiment Royal-Deux-Ponts samen, dat meevocht in de Amerikaanse Onafhankelijkheidsoorlog. Daarenboven stichtte in 1755 de landstoeterij van Zweibrücken en gaf hij in 1773 de toestemming voor de kweek van glanrunderen. 

## Huwelijk en nakomelingen
In 1751 ging hij een morganatisch huwelijk aan met de Franse danseres Marianne Carnasse (1734-1807), die hij had leren kennen in het theater van Mannheim. Omdat de geldigheid van het huwelijk in twijfel werd getrokken, trad het echtpaar op 3 september 1757 nog eens in het huwelijk. Aangezien hun huwelijk morganatisch was, konden hun kinderen geen aanspraak maken op Palts-Zweibrücken en werd Christiaan IV na zijn dood in 1775 opgevolgd door zijn neef Karel August. Christiaan IV en Marianne Carnasse hadden zes kinderen:
- Christian (1752-1817), Frans, Pruisisch en Beiers officier, huwde met Adelaide-Francoise de Béthune-Pologne
- Philipp (later Wilhelm, 1754-1807), Frans en Beiers officier, huwde met Adelaide de Polastron
- Maria Anna Caroline (1755-1806)
- Karl Ludwig (1759-1763)
- Elisabeth Auguste Friederike (1766-1836)
- Julius August Maximilian (1771-1773)

## Voorouders
| Voorouders van Christiaan IV van Palts-Zweibrücken (1722-1775) | Voorouders van Christiaan IV van Palts-Zweibrücken (1722-1775)                                                    | Voorouders van Christiaan IV van Palts-Zweibrücken (1722-1775)                                                    | Voorouders van Christiaan IV van Palts-Zweibrücken (1722-1775)                                             | Voorouders van Christiaan IV van Palts-Zweibrücken (1722-1775)                                             | Voorouders van Christiaan IV van Palts-Zweibrücken (1722-1775)                                                | Voorouders van Christiaan IV van Palts-Zweibrücken (1722-1775)                                                | Voorouders van Christiaan IV van Palts-Zweibrücken (1722-1775)                                                | Voorouders van Christiaan IV van Palts-Zweibrücken (1722-1775)                                                |
| -------------------------------------------------------------- | --- | --- | --- | --- | --- | --- | --- | --- |
| Overgrootouders                                                | Christiaan I van Palts-Birkenfeld-Bischweiler (1598-1654) ∞ Magdalena Catharina van Palts-Zweibrücken (1607-1648) | Christiaan I van Palts-Birkenfeld-Bischweiler (1598-1654) ∞ Magdalena Catharina van Palts-Zweibrücken (1607-1648) | Johan Jacob van Rappoltstein (-1673) ∞ ? (-)                                                               | Johan Jacob van Rappoltstein (-1673) ∞ ? (-)                                                               | Gustaaf Adolf van Nassau-Saarbrücken (1632-1677) ∞ Eleonora Clara van Hohenlohe-Neuenstein (1632-1709)        | Gustaaf Adolf van Nassau-Saarbrücken (1632-1677) ∞ Eleonora Clara van Hohenlohe-Neuenstein (1632-1709)        | Hendrik Frederik van Hohenlohe-Langenburg (-) ∞ Juliana Dorothea van Castell-Castell (-)                      | Hendrik Frederik van Hohenlohe-Langenburg (-) ∞ Juliana Dorothea van Castell-Castell (-)                      |
| Grootouders                                                    | Christiaan II van Palts-Birkenfeld-Bischweiler (1637-1717) ∞ Catharina Agatha van Rappoltstein (1648-1683)        | Christiaan II van Palts-Birkenfeld-Bischweiler (1637-1717) ∞ Catharina Agatha van Rappoltstein (1648-1683)        | Christiaan II van Palts-Birkenfeld-Bischweiler (1637-1717) ∞ Catharina Agatha van Rappoltstein (1648-1683) | Christiaan II van Palts-Birkenfeld-Bischweiler (1637-1717) ∞ Catharina Agatha van Rappoltstein (1648-1683) | Lodewijk Crato van Nassau-Saarbrücken (1663-1713) ∞ Philippine Henriëtte van Hohenlohe-Langenburg (1679-1751) | Lodewijk Crato van Nassau-Saarbrücken (1663-1713) ∞ Philippine Henriëtte van Hohenlohe-Langenburg (1679-1751) | Lodewijk Crato van Nassau-Saarbrücken (1663-1713) ∞ Philippine Henriëtte van Hohenlohe-Langenburg (1679-1751) | Lodewijk Crato van Nassau-Saarbrücken (1663-1713) ∞ Philippine Henriëtte van Hohenlohe-Langenburg (1679-1751) |
| Ouders                                                         | Christiaan III van Palts-Zweibrücken (1674-1735) ∞ Carolina van Nassau-Saarbrücken (1704-1774)                    | Christiaan III van Palts-Zweibrücken (1674-1735) ∞ Carolina van Nassau-Saarbrücken (1704-1774)                    | Christiaan III van Palts-Zweibrücken (1674-1735) ∞ Carolina van Nassau-Saarbrücken (1704-1774)             | Christiaan III van Palts-Zweibrücken (1674-1735) ∞ Carolina van Nassau-Saarbrücken (1704-1774)             | Christiaan III van Palts-Zweibrücken (1674-1735) ∞ Carolina van Nassau-Saarbrücken (1704-1774)                | Christiaan III van Palts-Zweibrücken (1674-1735) ∞ Carolina van Nassau-Saarbrücken (1704-1774)                | Christiaan III van Palts-Zweibrücken (1674-1735) ∞ Carolina van Nassau-Saarbrücken (1704-1774)                | Christiaan III van Palts-Zweibrücken (1674-1735) ∞ Carolina van Nassau-Saarbrücken (1704-1774)                |

- Bibliothèque nationale de France: cb16686647f (data)
- Gemeinsame Normdatei: 118676067
- International Standard Name Identifier: 0000 0000 8364 4813
- Library of Congress Control Number: no2010166497
- Virtual International Authority File: 22935574
- WorldCat: E39PCjqFkjqpJvqvHwdkktvjFq